# Hrabstwo Fayette (Iowa)

Piramida wieku hrabstwa

Hrabstwo Fayette (ang. Fayette County) to hrabstwo w stanie Iowa w Stanach Zjednoczonych. Według szacunków US Census Bureau w roku 2006 liczyło 20 996 mieszkańców. Siedzibą władz hrabstwa jest miasto West Union.

## Miasta i miejscowości
| - Arlington - Clermont - Elgin - Fayette | - Fairbank - Hawkeye - Maynard - Oelwein | - Randalia - St. Lucas - Stanley - Sumner | - Wadena - Waucoma - West Union - Westgate |

## Gminy
| - Auburn - Banks - Bethel - Center - Clermont | - Dover - Eden - Fairfield - Fremont - Harlan | - Illyria - Jefferson - Oran - Pleasant Valley - Putnam | - Scott - Smithfield - Union - Westfield - Windsor |  |

## Drogi główne
| - U.S. Highway 18 - Iowa Highway 3 - Iowa Highway 56 - Iowa Highway 93 | - Iowa Highway 150 - Iowa Highway 187 - Iowa Highway 281 |

## Sąsiednie hrabstwa
- Hrabstwo Allamakee
- Hrabstwo Black Hawk
- Hrabstwo Buchanan
- Hrabstwo Bremer
- Hrabstwo Chickasaw
- Hrabstwo Clayton
- Hrabstwo Delaware
- Hrabstwo  Winneshiek